# Райбекас, Альберт Янович
Альбе́рт Я́нович Райбека́с (14 ноября 1933 года, г. Свободный, Амурская область, СССР — 4 октября 2010 года, Красноярск, Россия) — советский и российский философ, специалист в области теории диалектики, онтологии и теории познания.

## Биография
Родился 14 ноября 1933 года в городе Свободном Амурской области в семье военнослужащего, начавшего свою службу в Красной Армии в феврале 1918 года.
В 1933 году семья переехала в Красноярск.
В 1951 году с золотой медалью окончил школу и поступил на философский факультет Ленинградского государственного университета имени А. А. Жданова, откуда на третьем курсе перевёлся на физический факультет.
В 1958 году окончил физический факультет Ленинградского государственного университета имени А. А. Жданова.
Работал инженером на заводе полупроводниковых приборов (г. Таллин).
В 1959 году поступил на работу в Институт физики СО АН СССР в качестве старшего лаборанта, затем инженера лаборатории радиоспектроскопии, где его руководителем был Л. В. Киренский.
В 1962 году поступил в аспирантуру Института философии АН СССР в сектор «Философские вопросы естествознания», которую окончил в 1965 году.
В 1966 году в Институте философии АН СССР защитил диссертацию на соискание учёной степени кандидата философских наук по теме «Принцип инвариантности и проблема структуры материи».
В 1965—1966 годах работал ассистентом кафедры философии СО АН СССР.
В 1966—1968 годах был старшим преподавателем, доцентом, заведующим кафедрой общественных наук Красноярского филиала Новосибирского государственного университета.
В 1978 году в Уральском государственном университете имени А. М. Горького защитил диссертацию на соискание учёной степени доктора философских наук по теме «Вещь — свойство — отношение как категории материалистической диалектики» (специальность 09.00.01 — диалектический и исторический материализм).
В 1969 по 2006 годы — доцент, профессор и заведующий кафедрой философии и декан историко-философского факультета Красноярского государственного университета.
С 2006 по 2010 годы — профессор и заведующий кафедрой философии и декан историко-философского факультета Сибирского федерального университета.
Член кандидатского диссертационного совета в КрасГУ и докторского совета в Иркутском университете, член учёного совета КрасГУ.
Действительный член Академии общественных наук. Член Российского философского общества.
Член Профессорского собрания Красноярского края.
Мастер спорта по борьбе самбо (1962); член Президиума Краевой Федерации Самбо в 1996—2004 годах.
Скончался 4 октября 2010 года.

## Научные труды

### Монографии
- Райбекас А. Я. Вещь, свойство, отношение как философские категории. — Томск: Изд-во Томского университета, 1977. — 243 с. — 500 экз.
- Райбекас А. Я. Категории: вещь, свойство, отношение : Историко-философский очерк / А. Я. Райбекас; Рец. А. М. Гендин, Н. М. Чуринов; Ред. О.Ф. Александрова; КГУ ; Красноярский государственный университет. — Красноярск: Красноярский университет, 2000. — 135 с.
- Петров М. А., Райбекас А. Я. Феномен информации и знание: монография. — Красноярск: Красноярский гос. ун-т, 2006. — 134 с. — 500 экз. — ISBN 5-7638-0684-0.

### Статьи
- Райбекас А. Я. Взаимодействие, связь, отношение // Взаимосвязь элементов диалектики. — Свердловск, 1977;
- Райбекас А. Я. Причинность и детерминизм в диалектико-материалистической концепции вещь—свойство—отношение // Проблемы диалектики природных и социальных процессов. — Красноярск, 1977;
- Райбекас А. Я. О месте понятий вещь—свойство—отношение в системе категорий материалистической диалектики // Диалектический материализм как система. — Пермь, 1980;
- Райбекас А. Я. Детерминизм и системный характер бытия материальной вещи // Системность и детерминизм. — Красноярск, 1984;
- Райбекас А. Я.К вопросу о природе диалектического противоречия // Проблема диалектического противоречия. — Красноярск, 1987;
- Райбекас А. Я.Феномен заблуждения в философии // Человек—философия—гуманизм. — Т.3. — Онтология, гносеология, логика и аналитическая философия. — СПб., 1997;
- Райбекас А. Я. О природе заблуждений // Вестник Красноярского государственного университета. Гуманитарные науки. — № 1. — 1999.

## Награды
- Благодарность Государственного комитета РФ по высшему образованию за многолетнюю научно-педагогическую деятельность, большой вклад в подготовку специалистов и развитие материально-технической базы университета. (1994)
- «Заслуженный работник высшей школы Российской Федерации»[2].